# Бардия (район)
Бардия (непальск. बर्दिया जिल्ला) — один из 75 районов Непала. Входит в состав зоны Бхери, которая, в свою очередь, входит в состав Среднезападного региона страны.
На западе граничит с районом Кайлали зоны Сетхи, на севере — с районом Суркхет, на востоке — с районом Банке, на северо-востоке — с районом Сальян зоны Рапти, на юге — с индийским штатом Уттар-Прадеш. Площадь района — 2025 км². Административный центр — город Гулария.
Большая часть района находится в пределах физико-географического региона Тераи и представляет собой плодородную равнину, занимаемую сельскохозяйственными угодьями и лесами. Крайний север района занимает горный хребет Сивалик (Чуриа); здесь расположен национальный парк Бардия (968 км²).
Население по данным переписи 2011 года составляет 426 576 человек, из них 205 080 мужчин и 221 496 женщин. По данным переписи 2001 года население насчитывало 382 649 человек.